# ن. جون هال
ن. جون هال (بالإنجليزية: N. John Hall)‏ هو كاتب سير أمريكي، ولد في 1933.